# Egor Putilov
Egor Putilov är en pseudonym för en journalist i alternativmedier. Innan personen bakom pseudonymen Egor Putilov blev förknippad med alternativmedier arbetade han åt etablerade medier som Aftonbladet, Expressen, Svenska Dagbladet och Sveriges Radio, och var även handläggare åt Migrationsverket. Från omkring 2016 har han verkat i nationalistiska sammanhang, som tjänsteman hos Sverigedemokraterna och i de högerradikala alternativmedierna Avpixlat och dess efterföljare Samhällsnytt. Mellan 1 februari och 9 juli 2021 var han chefredaktör för Samhällsnytt.
Bakom pseudonymen Egor Putilov står en person vars första kända namn är Yuri Popov och som i Sverige har haft folkbokföringsnamnen Alexander Yarovenko, Alexander Fridback och Martin Dahlin. Han har använt ytterligare namn i massmedier och sociala medier. Egor Putilov har ryskt ursprung, eventuellt från byn Ljuksemburg i Dagestan som han uppgett som födelseort, eller Rybinsk nära Jaroslavl. Han är känd för ”Putilov‑affären”.

## Putilov-affären
Upprinnelsen till Putilov‑affären var att Egor Putilov under folkbokföringsnamnet Alexander Fridback arbetade på Sverigedemokraternas riksdagskansli i Stockholm, samtidigt som han var upphovsman till vad som betecknats som desinformation. Desinformationsanklagelsen hade sin grund i att han skrev invandringskritiska debattartiklar under pseudonymen Egor Putilov, och samtidigt publicerade en provokativt flyktingvänlig artikel (”Ge asylsökande och papperslösa rösträtt”) under en annan pseudonym (Tobias Lagerfeldt) än Egor Putilov. Det fanns ingen ”Tobias Lagerfeldt” folkbokförd i Sverige, och som "Lagerfeldts" foto användes en bild på ryska PR-specialisten Alexei Semenov bosatt i Moskva. Detta blev känt i början av september 2016. 
Senare i september tog affären ny fart då det blev känt att han under sitt (då) riktiga namn, det tagna svenska namnet Alexander Fridback, gjort ett husköp där säljare var en rysk företagare från Sankt Petersburg. Fastigheten utanför Stockholm köptes till ett kraftigt underpris för sex miljoner kronor, hälften så mycket som företagaren själv betalade för huset. Därefter såldes fastigheten genast vidare av Egor Putilov till fullt marknadspris. På två månader gjordes en vinst på över sex miljoner kronor. Han sade upp sig från sin tjänst på Sverigedemokraternas riksdagskansli när husaffären blev känd.
När den högerextrema och socialkonservativa sajten Avpixlat bytte namn till Samhällsnytt, blev Egor Putilov en del av redaktionen, tillsammans med Sverigedemokraternas tidigare ekonomisk-politiske talesperson Erik Almqvist.
Putilov-affären blev aktuell på nytt i februari 2018 när hans tidigare uppdragsgivare tidningen Arbetaren uppgav att han har invandrat till Sverige under namnet Alexander Yarovenko genom att ha ett fiktivt förhållande med en kvinnlig svensk medborgare och att han lurat sig till svenskt medborgarskap. Senare i februari 2018 blev det känt att Egor Putilov sökt asyl i Sverige redan 2003 under namnet Yuri Popov, men fått avslag på sin asylansökan 2005. Enligt egen utsago hade han flytt tortyr och homofobisk förföljelse i Ryssland tillsammans med sin pojkvän. De framträdde offentligt med sin berättelse på Stockholm Pride 2005 och Putilov intervjuades under namnet Popov i RFSL:s tidning ”Kom ut”.
En annan uppmärksammad omständighet är att Egor Putilov haft skyddade personuppgifter mellan 2012 och november 2017. Han har uppgett att detta berodde på att han levde under hot och arbetade i farliga områden utomlands som journalist.

## Reaktioner på Putilov‐affären
På grund av fastighetsaffären, Egor Putilovs oklara bakgrund, hans polariserande politiska inriktning, och frågorna kring förvärvandet av hans svenska medborgarskap har det frågats huruvida han är en medveten eller omedveten rysk agent, men det finns inga kända bevis för detta. Säkerhetsexperter och ledande politiker har uttalat att Egor Putilov skulle kunna ha varit en potentiell säkerhetsrisk när han arbetade i riksdagshuset, men inga överträdelser av säkerhetsbetämmelser är kända. Migrationsverket har granskat ärenden där Egor Putilov deltagit i handläggningen, men inga uppgifter om felaktigheter har offentliggjorts. Svenska medier som har granskat och kommenterat Egor Putilovs bakgrund har publicerat slutsatsen att han inte har anklagats för olagliga handlingar. Egor Putilovs medarbetarskap i Samhällsnytt har fortsatt efter publiciteten kring hans medborgarskap.
I juni 2018 nekades Egor Putilov pressackreditering till riksdagen då han ansågs utgöra en säkerhetsrisk. Riksdagsförvaltningen ansåg att det fanns en risk för att han skulle använda en pressackreditering för att inhämta skyddsvärd information. Efter att Putilov överklagat Riksdagsförvaltningens beslut beslöt Riksdagsförvaltningen 2019 återigen att neka Putilov pressackreditering, efter att Riksdagsförvaltningen inhämtat från Säpo att Putilov skall ha haft kontakt med rysk underrättelsetjänst. Det ledde till att Putilov samma år JO-anmälde Säpo då han menade på att påståendet var felaktigt. I augusti 2023 lämnade Egor Putilov in en stämning mot SÄPO, för att myndigheten pekade ut att Putilov haft direkta kontakter med rysk underrättelsetjänst.